# Sainte-Croix (Dordogne)
Pour les articles homonymes, voir Sainte-Croix.
Sainte-Croix-de-Beaumont redirige ici.
Sainte-Croix (nom officiel), également nommée localement Sainte-Croix-de-Beaumont, est une commune française située dans le département de la Dordogne en région Nouvelle-Aquitaine.

## Géographie

### Communes limitrophes
Sainte-Croix est limitrophe de six autres communes.
|                         | Saint-Avit-Sénieur | Montferrand-du-Périgord   |
| Beaumontois en Périgord | Sainte-Croix       | Saint-Romain-de-Monpazier |
| Rampieux                |                    | Lolme                     |

### Géologie et relief

#### Géologie
Situé sur la plaque nord du Bassin aquitain et bordé à son extrémité nord-est par une frange du Massif central, le département de la Dordogne présente une grande diversité géologique. Les terrains sont disposés en profondeur en strates régulières, témoins d'une sédimentation sur cette ancienne plate-forme marine. Le département peut ainsi être découpé sur le plan géologique en quatre gradins différenciés selon leur âge géologique. Sainte-Croix est située dans le quatrième gradin à partir du nord-est, un plateau formé de dépôts siliceux-gréseux et de calcaires lacustres de l'ère tertiaire.
Les couches affleurantes sur le territoire communal sont constituées de formations superficielles du Quaternaire et de roches sédimentaires datant pour certaines du Cénozoïque, et pour d'autres du Mésozoïque. La formation la plus ancienne, notée c5c, date du Campanien 3, une alternance de marnes à glauconie et de calcaires crayo-marneux jaunâtres. La formation la plus récente, notée CFvs, fait partie des formations superficielles de type colluvions carbonatées de vallons secs : sable limoneux à débris calcaires et argile sableuse à débris. Le descriptif de ces couches est détaillé dans  la feuille « no 831 - Belvès » de la carte géologique au 1/50 000 de la France métropolitaine, et sa notice associée.

Carte géologique de Sainte-Croix.

#### Relief et paysages
Le département de la Dordogne se présente comme un vaste plateau incliné du nord-est (491 m, à la forêt de Vieillecour dans le Nontronnais, à Saint-Pierre-de-Frugie) au sud-ouest (2 m à Lamothe-Montravel). L'altitude du territoire communal varie quant à elle entre 80 mètres et 209 mètres,.
Dans le cadre de la Convention européenne du paysage entrée en vigueur en France le 1er juillet 2006, renforcée par la loi du 8 août 2016 pour la reconquête de la biodiversité, de la nature et des paysages, un atlas des paysages de la Dordogne a été élaboré sous maîtrise d’ouvrage de l’État et publié en octobre 2020. Les paysages du département s'organisent en huit unités paysagères,. La commune est dans le Bergeracois, une région naturelle présentant un relief contrasté, avec les deux grandes vallées de la Dordogne et du Dropt séparées par un plateau plus ou moins vallonné, dont la pente générale s’incline doucement d’est en ouest. Ce territoire offre des paysages ouverts qui tranchent avec les paysages périgourdins. Il est composé de vignes, vergers et cultures,.
La superficie cadastrale de la commune publiée par l'Insee, qui sert de référence dans toutes les statistiques, est de 12,87 km2,,. La superficie géographique, issue de la BD Topo, composante du Référentiel à grande échelle produit par l'IGN, est quant à elle de 12,92 km2.

### Hydrographie

#### Réseau hydrographique

Réseaux hydrographique et routier de Sainte-Croix.

La commune est située dans le bassin de la Dordogne au sein du Bassin Adour-Garonne. Elle est drainée par la Couze, la Véronne, la Vouludre, le ruisseau de Maine Blanc et par deux petits cours d'eau, qui constituent un réseau hydrographique de 17 km de longueur totale,.
La Couze, d'une longueur totale de 30,09 km, prend sa source dans la commune de Pays de Belvès (territoire de l'ancienne commune de Fongalop) et se jette dans la Dordogne en rive gauche à Couze-et-Saint-Front, face à Lalinde,. Elle borde la commune au nord sur près de deux kilomètres et demi, face à Saint-Avit-Sénieur.
Son affluent de rive gauche la Véronne arrose l'est du territoire communal sur plus de trois kilomètres.
Autre affluent de rive gauche de la Couze, la Vouludre traverse l'ouest de la commune sur cinq kilomètres et demi dont deux et demi lui servent de limite naturelle en deux tronçons, face à Rampieux et Beaumontois en Périgord.
Affluent de rive gauche de la Vouludre, le ruisseau de Maine Blanc arrose le nord-ouest de la commune sur plus de 600 mètres en deux tronçons, dont 500 mètres en limite de Beaumontois en Périgord.

#### Gestion et qualité des eaux
Le territoire communal est couvert par le schéma d'aménagement et de gestion des eaux (SAGE) « Dordogne Atlantique ». Ce document de planification, dont le territoire correspond au sous‐bassin le plus aval du bassin versant de la Dordogne (aval de la confluence Dordogne - Vézère)., d'une superficie de 2 700 km2 est en cours d'élaboration. La structure porteuse de l'élaboration et de la mise en œuvre est l'établissement public territorial de bassin de la Dordogne (EPIDOR). Il définit sur son territoire les objectifs généraux d’utilisation, de mise en valeur et de protection quantitative et qualitative des ressources en eau superficielle et souterraine, en respect des objectifs de qualité définis dans le troisième SDAGE  du Bassin Adour-Garonne qui couvre la période 2022-2027, approuvé le 10 mars 2022.
La qualité des eaux de baignade et des cours d’eau peut être consultée sur un site dédié géré par les agences de l’eau et l’Agence française pour la biodiversité.

### Climat
Pour des articles plus généraux, voir Climat de la Nouvelle-Aquitaine et Climat de la Dordogne.
Historiquement, la commune est exposée à un climat océanique aquitain.  
En 2020, Météo-France publie une typologie des climats de la France métropolitaine dans laquelle la commune est exposée à un climat océanique altéré et est dans la région climatique  Aquitaine, Gascogne, caractérisée par une pluviométrie abondante au printemps, modérée en automne, un faible ensoleillement au printemps, un été chaud (19,5 °C), des vents faibles, des brouillards fréquents en automne et en hiver et des orages fréquents en été (15 à 20 jours).
Pour la période 1971-2000, la température annuelle moyenne est de 12,4 °C, avec une amplitude thermique annuelle de 15,2 °C. Le cumul annuel moyen de précipitations est de 897 mm, avec 11,6 jours de précipitations en janvier et 6,9 jours en juillet. Pour la période 1991-2020, la température moyenne annuelle observée sur la station météorologique la plus proche, située sur la commune de Pays de Belvès à 14 km à vol d'oiseau, est de 13,0 °C et le cumul annuel moyen de précipitations est de 888,2 mm,. Pour l'avenir, les paramètres climatiques de la commune estimés pour 2050 selon différents scénarios d’émission de gaz à effet de serre sont consultables sur un site dédié publié par Météo-France en novembre 2022.

## Urbanisme

### Typologie
Au 1er janvier 2024, Sainte-Croix est catégorisée commune rurale à habitat très dispersé, selon la nouvelle grille communale de densité à sept niveaux définie par l'Insee en 2022.
Elle est située hors unité urbaine et hors attraction des villes,.

### Occupation des sols
L'occupation des sols de la commune, telle qu'elle ressort de la base de données européenne d’occupation biophysique des sols Corine Land Cover (CLC), est marquée par l'importance des territoires agricoles (60,3 % en 2018), en diminution par rapport à 1990 (62,2 %). La répartition détaillée en 2018 est la suivante : 
forêts (39,7 %), zones agricoles hétérogènes (27,7 %), prairies (27,6 %), terres arables (3,1 %), cultures permanentes (1,9 %). L'évolution de l’occupation des sols de la commune et de ses infrastructures peut être observée sur les différentes représentations cartographiques du territoire : la carte de Cassini (XVIIIe siècle), la carte d'état-major (1820-1866) et les cartes ou photos aériennes de l'IGN pour la période actuelle (1950 à aujourd'hui).

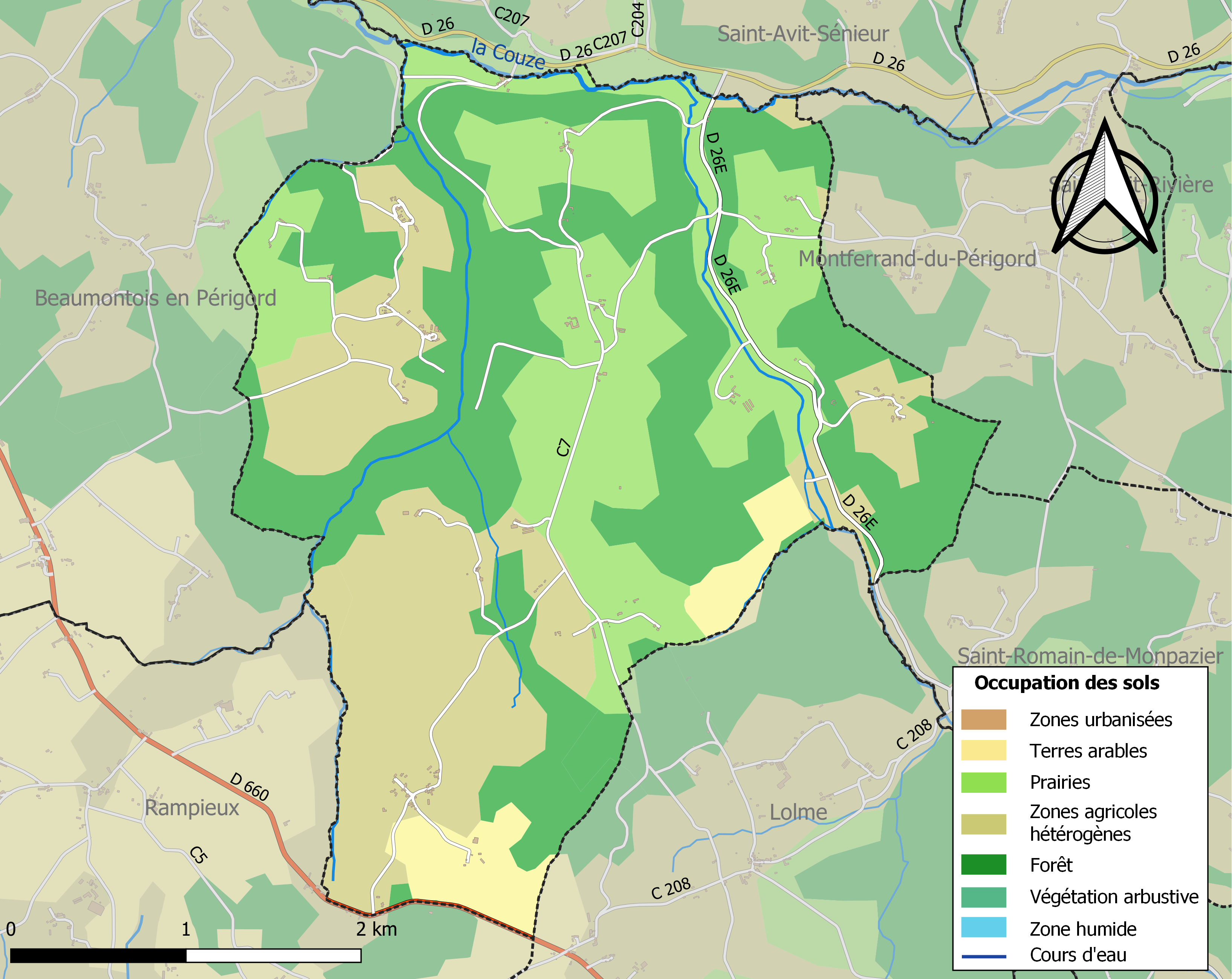
Carte des infrastructures et de l'occupation des sols de la commune en 2018 (CLC).
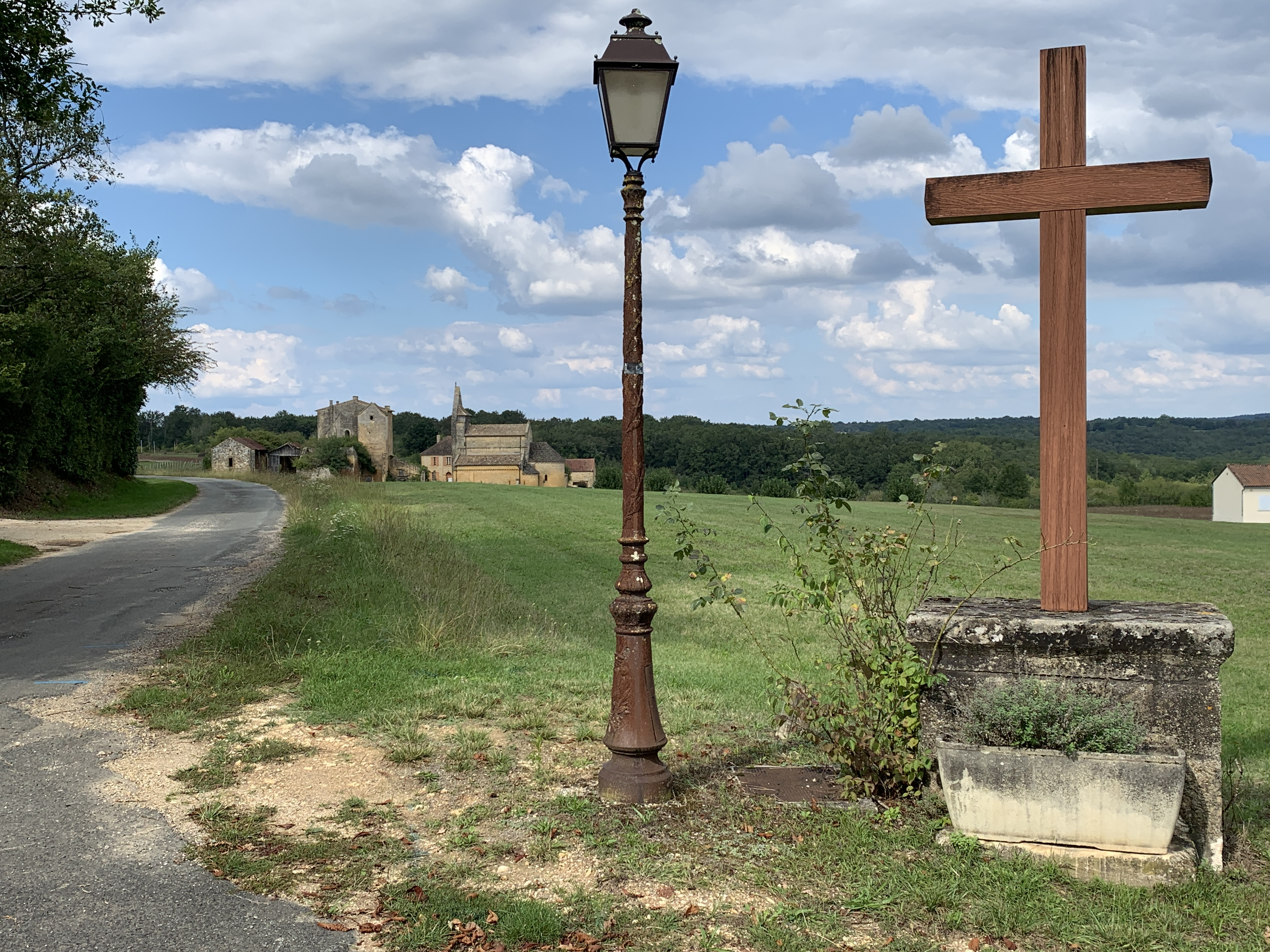
Vue sur l'église de Sainte-Croix.

### Prévention des risques
Le territoire de la commune de Sainte-Croix est vulnérable à différents aléas naturels : météorologiques (tempête, orage, neige, grand froid, canicule ou sécheresse), inondations, feux de forêts, mouvements de terrains et séisme (sismicité très faible). Un site publié par le BRGM permet d'évaluer simplement et rapidement les risques d'un bien localisé soit par son adresse soit par le numéro de sa parcelle.
Certaines parties du territoire communal sont susceptibles d’être affectées par le risque d’inondation par débordement de cours d'eau, notamment la Couze. La commune a été reconnue en état de catastrophe naturelle au titre des dommages causés par les inondations et coulées de boue survenues en 1982 et 1999,.
Sainte-Croix est exposée au risque de feu de forêt. L’arrêté préfectoral du 14 mars 2013 fixe les conditions de pratique des incinérations et de brûlage dans un objectif de réduire le risque de départs d’incendie. À ce titre, des périodes sont déterminées : interdiction totale du 15 février au 15 mai et du 15 juin au 15 octobre, utilisation réglementée du 16 mai au 14 juin et du 16 octobre au 14 février. En septembre 2020, un plan inter-départemental de protection des forêts contre les incendies (PidPFCI) a été adopté pour la période 2019-2029,.

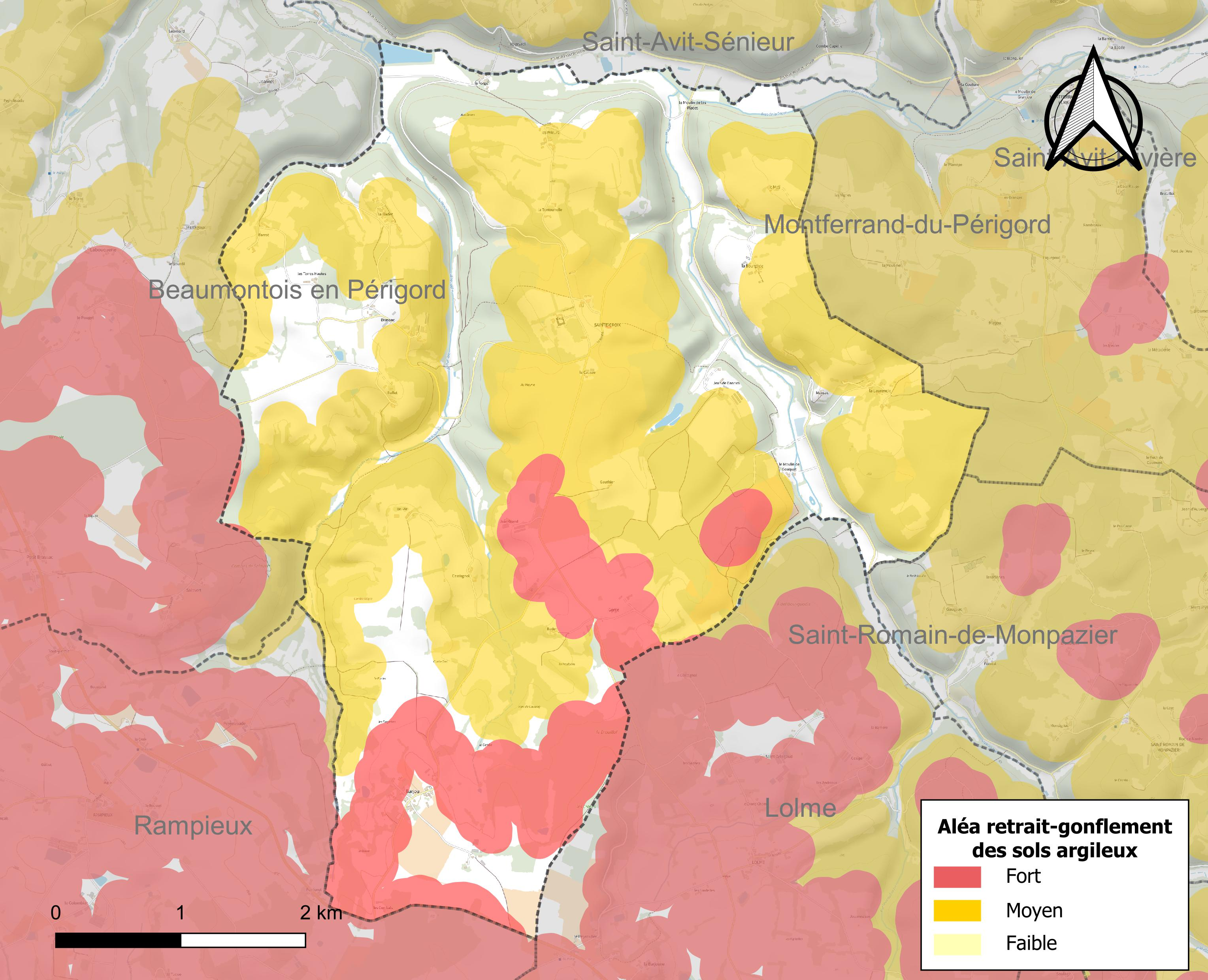
Carte des zones d'aléa retrait-gonflement des sols argileux de Sainte-Croix.

Les mouvements de terrains susceptibles de se produire sur la commune sont des tassements différentiels. Le retrait-gonflement des sols argileux est susceptible d'engendrer des dommages importants aux bâtiments en cas d’alternance de périodes de sécheresse et de pluie. 70,3 % de la superficie communale est en aléa moyen ou fort (58,6 % au niveau départemental et 48,5 % au niveau national métropolitain). Depuis le 1er octobre 2020, en application de la loi ÉLAN, différentes contraintes s'imposent aux vendeurs, maîtres d'ouvrages ou constructeurs de biens situés dans une zone classée en aléa moyen ou fort,.
La commune a été reconnue en état de catastrophe naturelle au titre des dommages causés par la sécheresse en 2005 et par des mouvements de terrain en 1999.

## Toponymie
La commune porte le nom officiel de Sainte-Croix, mais est également nommée localement Sainte-Croix-de-Beaumont.
En occitan, la commune porte le nom de Senta Crotz.

## Histoire
Avant la Révolution, la paroisse de Sainte-Croix de Beaumont faisait partie du temporel de l'abbaye Saint-Avit-Sénieur, et, à partir du XIVe siècle, elle appartenait à la mense du prieur de cette abbaye. Mais aucun texte ne permet de savoir si cette dépendance vis-à-vis de Saint-Avit-Sénieur existait déjà au moment de la construction de l'église.
Le territoire de la commune comprenait plusieurs forges qui sont restées actives jusqu'au XIXe siècle. Le château de Sainte Croix, bâti par la famille Laulanié de Sainte Croix, maître de forges montre la prospérité que ces forges ont donnée.
Contrairement à ce qu'indique sa notice communale sur Ldh/EHESS/Cassini, la commune n'a pas porté, au cours de la période révolutionnaire de la Convention nationale (1792-1795), le nom de L'Union-sur-Belle, qui a concerné son homonyme, Sainte-Croix-de-Mareuil.

## Politique et administration

### Rattachements administratifs et électoraux
Dès 1790, la commune de Sainte-Croix est rattachée au canton de Montferrand qui dépend du district de Belvès jusqu'en 1795, date de suppression des districts. Lorsque ce canton est supprimé par la loi du 8 pluviôse an IX (28 janvier 1801) portant sur la « réduction du nombre de justices de paix », la commune est rattachée au canton de Beaumont (devenu canton de Beaumont-du-Périgord en 2001) dépendant de l'arrondissement de Bergerac.
Dans le cadre de la réforme de 2014 définie par le décret du 21 février 2014, ce canton disparaît aux élections départementales de mars 2015. La commune est alors rattachée au canton de Lalinde, également dépendant de l'arrondissement de Bergerac.

### Intercommunalité
Fin 1995, Sainte-Croix intègre dès sa création la communauté de communes du Pays beaumontois. Celle-ci est dissoute au 31 décembre 2012 et remplacée au 1er janvier 2013 par la communauté de communes des Bastides Dordogne-Périgord.

### Administration municipale
La population de la commune étant inférieure à 100 habitants au recensement de 2017, sept conseillers municipaux ont été élus en 2020,.

### Liste des maires

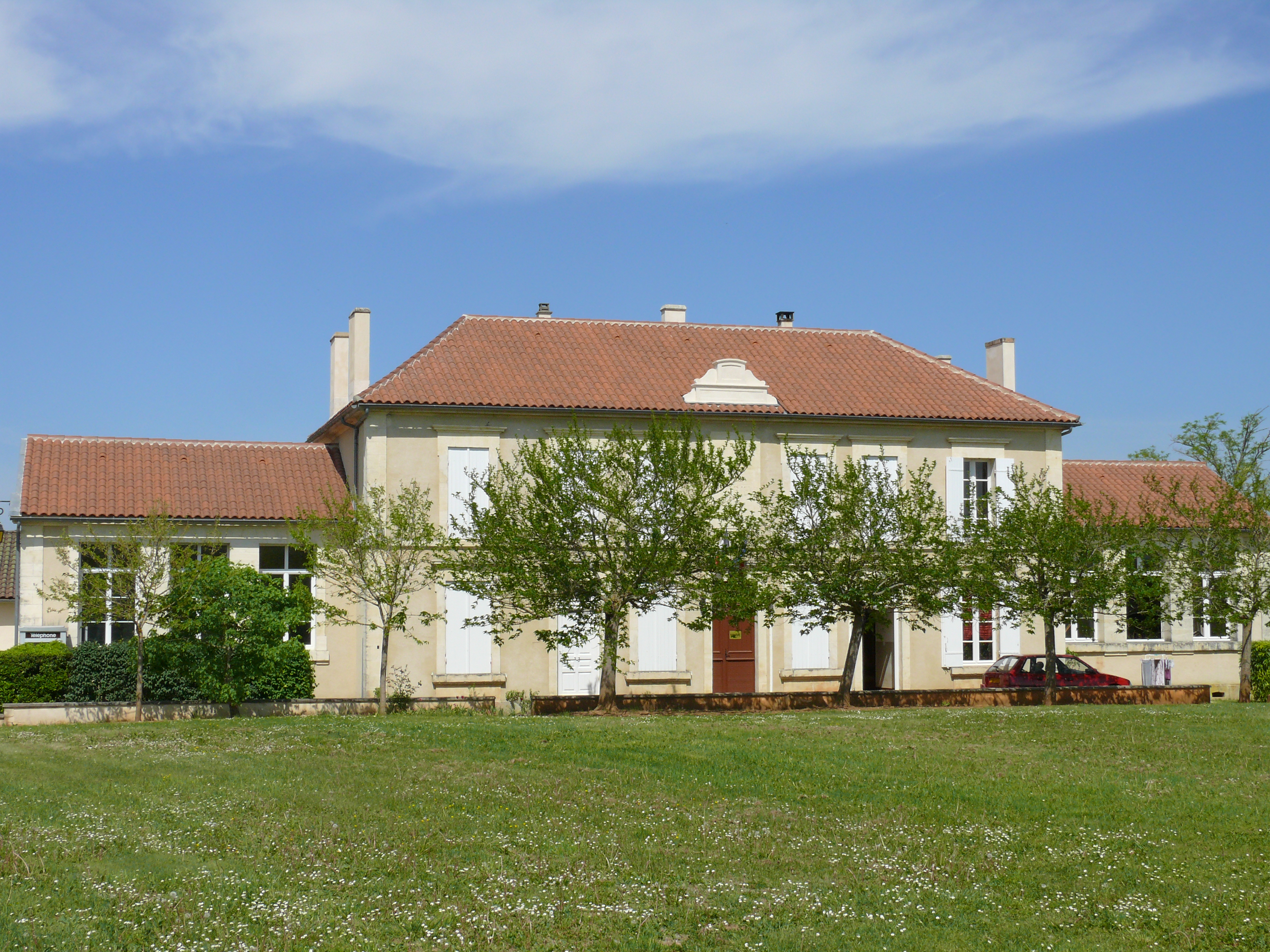
La mairie.

| Période                                  | Période  | Identité                        | Étiquette | Qualité                   |
| ---------------------------------------- | -------- | ------------------------------- | --------- | ------------------------- |
| Les données manquantes sont à compléter. |          |                                 |           |                           |
|                                          |          |                                 |           |                           |
| 1951                                     | 1971     | André Capdeville                | SE        |                           |
| mars 1971                                | mai 2020 | (Alexandre) Jean-Pierre Heyraud | SE        | Retraité de l'agriculture |
| mai 2020                                 | En cours | Francis Montaudouin             |           |                           |

## Équipements et services publics

### Justice
Dans le domaine judiciaire, Sainte-Croix relève : 
- du tribunal judiciaire, du tribunal pour enfants, du conseil de prud'hommes et du tribunal de commerce de Bergerac ;
- du pôle Nationalité du tribunal judiciaire de Périgueux (compétent uniquement dans le domaine de la nationalité) ;
- de la cour d'appel, du tribunal administratif et de la  cour administrative d'appel de Bordeaux.

## Population et société

### Démographie
L'évolution du nombre d'habitants est connue à travers les recensements de la population effectués dans la commune depuis 1793. Pour les communes de moins de 10 000 habitants, une enquête de recensement portant sur toute la population est réalisée tous les cinq ans, les populations de référence des années intermédiaires étant quant à elles estimées par interpolation ou extrapolation. Pour la commune, le premier recensement exhaustif entrant dans le cadre du nouveau dispositif a été réalisé en 2004.

En 2022, la commune comptait 85 habitants, en évolution de −1,16 % par rapport à 2016 (Dordogne : +0,37 %, France hors Mayotte : +2,11 %).
| 1793 | 1800 | 1806 | 1821 | 1831 | 1836 | 1841 | 1846 | 1851 |
| ---- | ---- | ---- | ---- | ---- | ---- | ---- | ---- | ---- |
| 544  | 522  | 507  | 598  | 513  | 621  | 602  | 600  | 602  |

| 1856 | 1861 | 1866 | 1872 | 1876 | 1881 | 1886 | 1891 | 1896 |
| ---- | ---- | ---- | ---- | ---- | ---- | ---- | ---- | ---- |
| 600  | 540  | 586  | 554  | 540  | 508  | 470  | 478  | 420  |

| 1901 | 1906 | 1911 | 1921 | 1926 | 1931 | 1936 | 1946 | 1954 |
| ---- | ---- | ---- | ---- | ---- | ---- | ---- | ---- | ---- |
| 375  | 404  | 302  | 238  | 214  | 205  | 225  | 203  | 170  |

| 1962 | 1968 | 1975 | 1982 | 1990 | 1999 | 2004 | 2006 | 2009 |
| ---- | ---- | ---- | ---- | ---- | ---- | ---- | ---- | ---- |
| 134  | 113  | 91   | 84   | 94   | 95   | 94   | 94   | 87   |

| 2014 | 2019 | 2022 | - | - | - | - | - | - |
| ---- | ---- | ---- | - | - | - | - | - | - |
| 87   | 88   | 85   | - | - | - | - | - | - |

## Économie

### Emploi
En 2015, parmi la population communale comprise entre 15 et 64 ans, les actifs représentent trente-six personnes, soit 41,4 % de la population municipale. Le nombre de chômeurs (cinq) a diminué par rapport à 2010 (huit) et le taux de chômage de cette population active s'établit à 13,9 %.

### Établissements
Au 31 décembre 2015, la commune compte dix-neuf établissements, dont six au niveau des commerces, transports ou services, quatre dans la construction, quatre relatifs au secteur administratif, à l'enseignement, à la santé ou à l'action sociale, qauatre dans l'agriculture, la sylviculture ou la pêche, et un dans l'industrie.

## Culture locale et patrimoine

### Lieux et monuments
- Château de Sainte-Croix, fin du XVIIe siècle, XVIIIe siècle et XIXe siècle, inscrit en 1948 au titre des monuments historiques[58]. Il a été construit par les Laulanié de Sainte-Croix, maîtres de forges. Ils possédaient les forges de la Mouline sur la Couze.
- Église Sainte-Croix, construite au XIIe siècle, remaniée aux XIXe et XXe siècles, classée en 1886 au titre des monuments historiques[59],[60].
- Maison du Prieur, construite au début du XIVe siècle à la demande du prieur de Saint-Avit-Sénieur, classée en 1997[61].

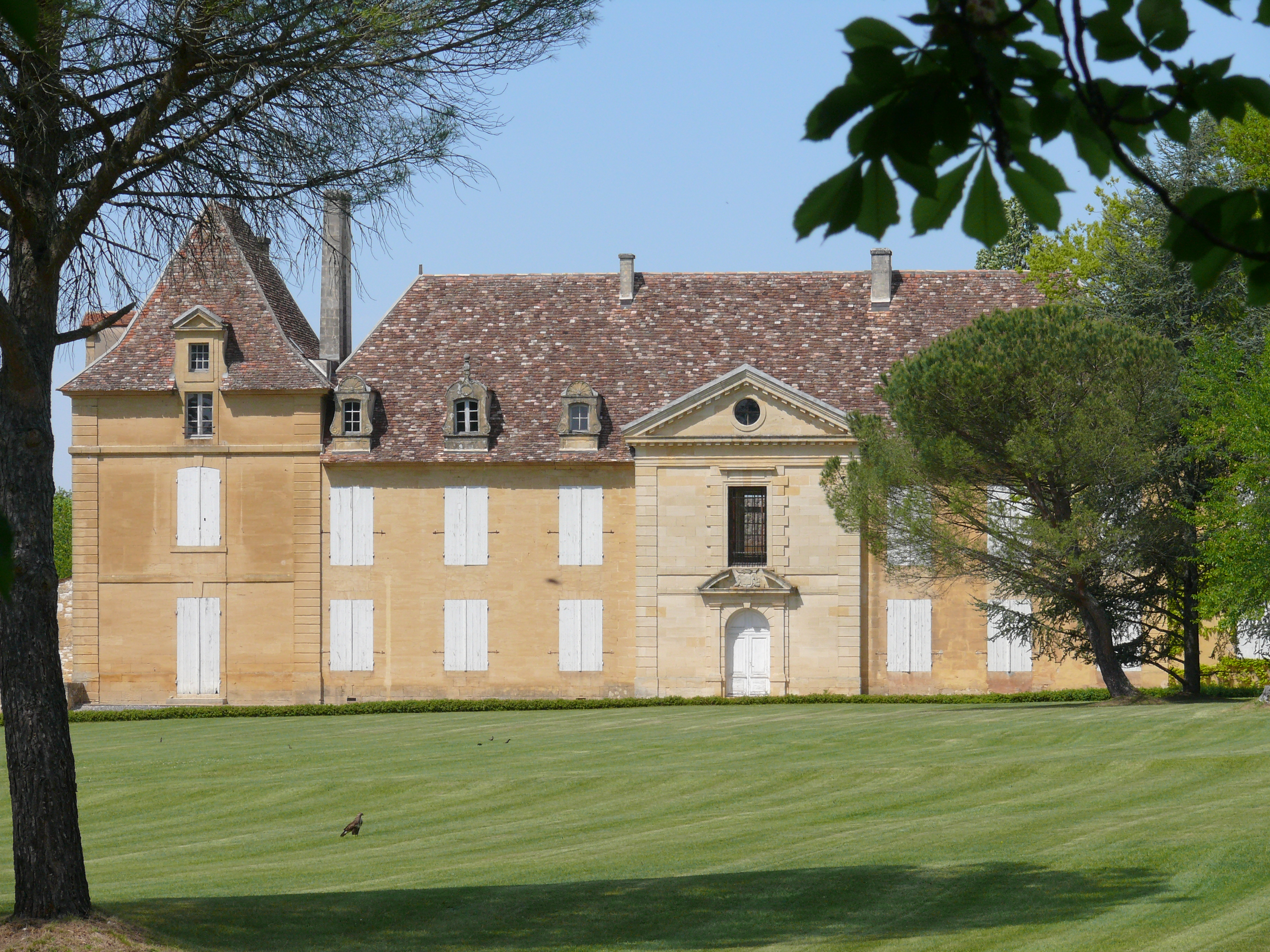
Château de Sainte-Croix.
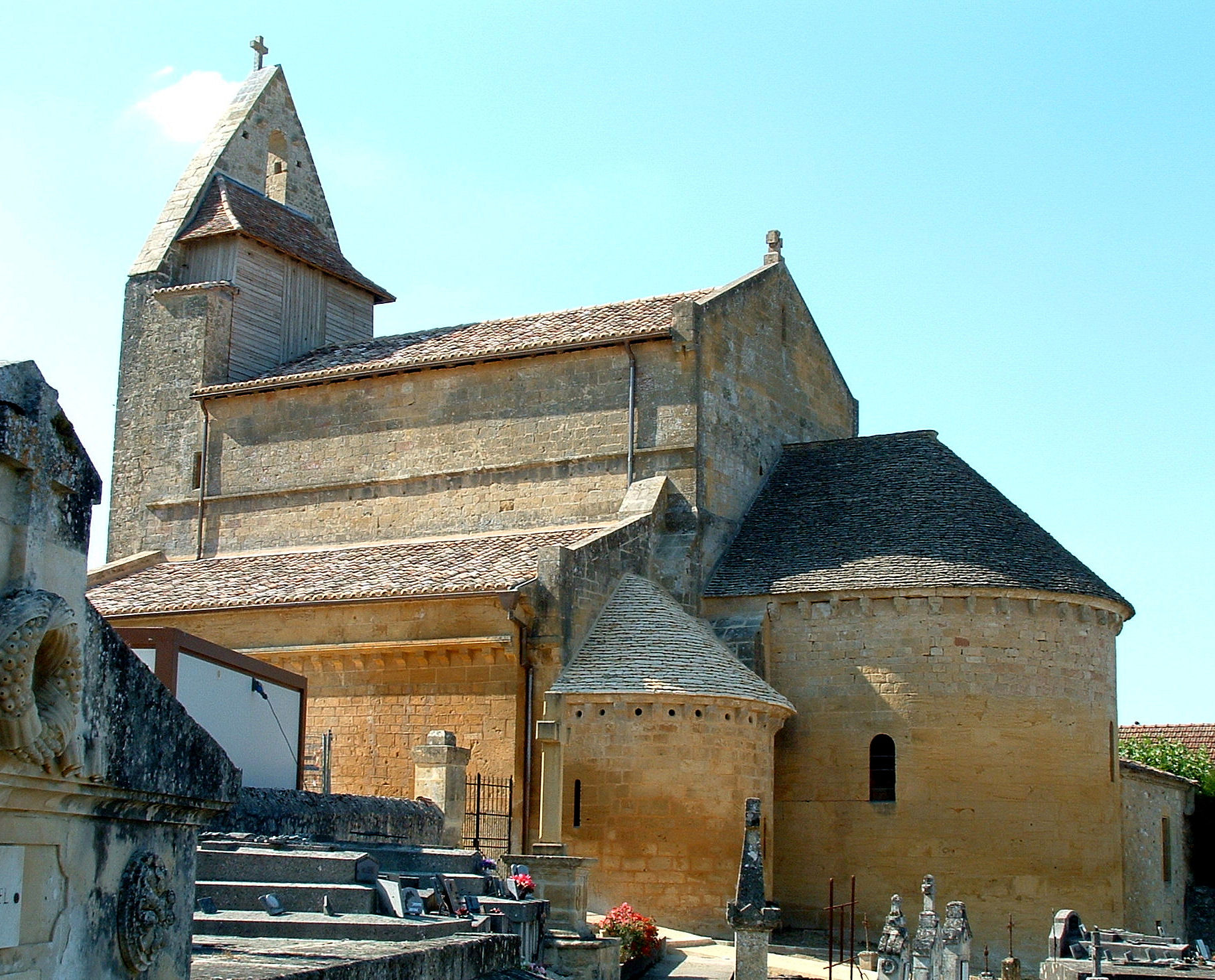
L'église Sainte-Croix.

## Pour approfondir